# У моїй кімнаті
У моїй кімнаті (італ. In camera mia) — італійська стрічка 1992 року режисера Лучано Мартіно, з Настасьєю Кінскі та Джанфранко Манфреді у головних ролях. 

## Синопсис
У стрічці йдеться про Массімо Лукантоні (Джанфранко Манфреді), письменника, який пише сюрреалістичні сюжети для кіно. Але у нього виникають з цим труднощі, його весь час відволікають. До того ж недавно від нього пішла дружина.
Одного разу він зустрічає вродливу та загадкову дівчину Настю (Настасья Кінскі). Ця зустріч стала сильним поштовхом у житті Массімо, таким сильним, що його життя повністю змінюється. Після чисельних перипетій вони вирушають шукати загублений рай у Кенії, в Накуру. 

## У ролях
| Актор               | Роль              |
| ------------------- | ----------------- |
| Настасья Кінскі     | Настя             |
| Джанфранко Манфреді | Массімо Лукантоні |
| Піно Аммендола      | Таззулані         |
| Мартіна Брошар      | Ельвір Бонне      |
| Антоніо Кантафора   | Маннарі           |
| Ренато Честьє       | К'яралуче         |
| Вітторія Бельведере | Ізабелла          |
| Симона Іццо         | дружина Массімо   |
| Ріккі Тоньяцці      | нотаріус          |
| Кім Россі Стюарт    | принц Федір       |
| Татті Санґінеті     | водій таксі       |
| Мілена Вукотіч      | епізодична роль   |
| Маріо Скаччіа       | епізодична роль   |
| Дуччо Тессарі       | епізодична роль   |
| Франческа Д'Алоя    | епізодична роль   |
| Карло Крокколо      | епізодична роль   |

## Виробництво
Фільмування стрічки відбувались на віллі у Вінья Мурата поблизу Риму та в місті Накуру, Кенія.